# Escudo de Culiacán

El escudo de armas del municipio y la ciudad de Culiacán en Sinaloa, México, cuenta con diversos elementos que representan la historia del ayer y hoy del municipio. 
Todo el escudo está cubierto de color rojizo de tierra simbolizando esta misma; tiene un jeroglífico que representa un cerro con una cabeza humana en la cima e inclinada al frente lo cual simboliza a Coltzin "el dios torcido" de la mitología que dio nombre a la tribu colhua y ésta al pueblo Colhuacan, hoy Culiacán.
Atrás del símbolo, al centro y hacia la izquierda se puede observar una cruz y un camino con huellas de píes que terminan en una construcción, representa a los misioneros que partieron de San Miguel de Culiacán hacia el norte. 
Sobre el marco, se ve la palabra Culiacán en la parte superior y en su parte inferior la palabra Colhuacan, que corresponde al nombre verdadero del lugar en náhuatl. En la cúspide del escudo está un cerro con una semilla en germinación y un sol entero que representan al clima tropical y al esfuerzo agrícola de sus habitantes. Realizado en 1831. 
- Datos: Q5837974